# Olsenbanden (Norge)
 Denne artikel omhandler den norske filmserie. For den danske filmserie, se Olsen-banden.
Olsenbanden er den norske udgave af Olsen-banden. Arve Opsahl spiller hovedrollen som Egon Olsen. Andre skuespillere fra filmene er Sverre Holm, Carsten Byhring, Aud Schønemann, Harald Heide-Steen Jr og Sverre Wilberg. Banden har sine rødder i Oslo, og det meste af handlingen foregår der. De bruger Kjelds hus på Kampen i Norderhovdgaten som base. Et kendt fænomen med Olsenbanden-filmene er det faktum, at de fleste af de ting de bruger løber tør for brændstof, især benzin. Hvad enten det er Bennys bil, en stjålet bil, et trykluftbor, en vejtromle eller en motorbåd ser banden hele tiden ud til at stoppe uventet, og stort set hver gang spørger Egon "Hvad er dette for no' a?" hvor Benny svarer "Jamen for pokker'n. Er'ke mere benzin jo. Fyldte for en femmer i går for svingende."
Serien med filmene er baseret på en dansk serie med samme navn. I den spilles Egon af Ove Sprogøe, Benny af Morten Grunwald og Kjeld af Poul Bundgaard. Blandt andre medvirker den danske skuespiller Benny Hansen.
Ove Verner Hansen medvirker i mange af de norske film som den danske forbryder Bøffen (eller Biffen på norsk) som han også spiller i de danske film.
Olsenbanden har også en svensk søsterserie som hedder Jönssonligan, hvor den svenske skuespiller Björn Gustafson spiller Dynamit-Harry.
Filmene har dannet udgangspunktet for Olsenbanden Junior som er en serie fritstående TV- og biograffilm for børn hvor rollefigurerne fra «Olsenbanden» optræder som børn.

## Historie
Olsenbanden er oprindeligt en dansk filmkomedieserie. Men da den første danske film blev importeret til Norge, havde den ikke så stor publikumssucces. Datidens kendte instruktør Knut Bohwim fik ideen om at lave en norsk version, med kendte norske skuespillere. I 1968 havde han lavet en film ved navn Sus og Dus på byen, med Carsten Byhring, Arve Opsahl og Aud Schønemann. Den handlede om to småbøller som holdt til på Oslos bedste østkant. Carsten Byhring var hjernen og Arve Opsahl var musklerne. Knut Bohwim tog disse skuespillere med ind i Olsenbanden. Han satte det op så Byhring var Egon og Opsahl var et af de to andre bandemedlemmer. Men da Opsahl fik set den danske version, sagde han, «Det er mig som skal være Egon», og så blev han det. Byhring fik rollen som den overnervøse Kjell Jensen og Schønemann fik rollen som Kjells kone Valborg Jensen. Via telefon svarede Sverre Holm ja til tilbuddet om at spille Benny Frandsen. Indspilningen begyndte, og det blev en stor biografsuces. Skuespillerne troede først, at dette skulle blive den første og sidste gang de havde rollen i en Olsenbanden-film, men sådan blev det ikke. Olsenbanden operasjon Egon havde premiere 11. august 1969.
Filmene fik ikke så god økonomisk støtte, så Knut Bohwim måtte pantsætte sit hus for at få råd til at lave en film om Olsenbanden. Sådan var det gennem hele de 13 første Olsenbandenfilm i perioden 1969 til 1984. Filmene fik aldrig god omtale fra kritikerne, men besøgstallene var høje.

## Bandens bil
Olsenbanden kørte for det meste omkring de store "flager" fra USA, disse biler blev så legendarisk som bandet selv. Bilen blev udskiftet flere gange, da det fremgår af nedenstående tabel. Mod slutningen af serien begyndte med produktplacering, og både bandet og de slemme fyre kørte rundt i sponsorerede japanske biler.
| Nr. | Film                                             | Bil og modelår                                                                   | Årgang    | Registreringsnummer |
| --- | ------------------------------------------------ | -------------------------------------------------------------------------------- | --------- | ------------------- |
| 1   | Olsen-Banden operasjon Egon                      | Kaiser De Luxe                                                                   | 1955      | 27 37-44            |
| 2   | Olsenbanden og Dynamitt-Harry                    | Mercury Monterey                                                                 | 1961      | 35 25-05            |
| 3   | Olsenbanden tar gull                             | Chevrolet Bel Air                                                                | 1954      | 34 33-63            |
| 4   | Olsenbanden og Dynamitt-Harry går amok           | Oldsmobile 98 De Luxe Holiday                                                    | 1955      | DA 94757            |
| 5   | Olsenbanden møter Kongen & Knekten               | Mercedes-Benz 190                                                                | 1965      | BC 17901            |
| 6   | Olsenbandens siste bedrifter                     | Chevrolet Bel Air Sport Sedan                                                    | 1956      | DA 18317            |
| 7   | Olsenbanden for full musikk                      | Chevrolet Impala                                                                 | 1959      | RE 20846            |
| 8   | Olsenbanden og Dynamitt-Harry på sporet          | Chevrolet Impala                                                                 | 1959      | RE 20846            |
| 9   | Olsenbanden og Data-Harry sprenger verdensbanken | Chevrolet One-Fifty                                                              | 1955      | KT 24422            |
| 10  | Olsenbanden og Dynamitt-Harry mot nye høyder     | Chevrolet One-Fifty                                                              | 1955      | BL 14998            |
| 11  | Olsenbanden gir seg aldri!                       | Ford Fairlane 500                                                                | 1963      | BC 25825            |
| 12  | Olsenbandens aller siste kupp                    | Chevrolet Bel Air Four-Door Sedan                                                | 1956      | C 28210             |
| 13  | ...men Olsenbanden var ikke død!                 | Mercedes-Benz S-Klasse W126 (bilutleie i Monte Carlo) Toyota Corona Mark II MX28 | 1984 1975 | 2903 QV 78 DB 63757 |
| 14  | Olsenbandens siste stikk                         | Chevrolet Two-Ten Four-Door Sedan                                                | 1955      | BL 14998            |

## Tegneserie
Ideen om at lave en tegneserie ud fra filmserien kom i 1983. Skrevet af Sverre Årnes og tegnet af Håkon Aasnes.
Knut Bohwim omskrev den første serie, “Olsenbanden raner Hurtigruten”, til spillefilmmanus, men projektet var afhængig af en finansiel støtte som aldrig kom.
Disse album kom ud:
1. Olsenbanden raner hurtigruta 1983
2. Olsenbanden og Hodeskallekuppet 1984
3. Olsenbanden kupper smuglerskatten 1985
4. Olsenbanden Dobbeltgjengeren 1986
5. Olsenbanden kupper Quruks stjerne 1988

## Filmene om Olsenbanden
- 1969 Olsen-Banden
- 1970 Olsenbanden og Dynamitt-Harry
- 1972 Olsenbanden tar gull
- 1973 Olsenbanden og Dynamitt-Harry går amok
- 1974 Olsenbanden møter Kongen & Knekten
- 1975 Olsenbandens siste bedrifter
- 1976 Olsenbanden for full musikk
- 1977 Olsenbanden og Dynamitt-Harry på sporet
- 1978 Olsenbanden + Data-Harry sprenger verdensbanken
- 1979 Olsenbanden og Dynamitt-Harry mot nye høyder
- 1981 Olsenbanden gir seg aldri
- 1982 Olsenbandens aller siste kupp
- 1984 ... men Olsenbanden var ikke død!
- 1999 Olsenbandens siste stikk
- 2001 Olsenbanden Jr. første kupp (Julekalender)
- 2003 Olsenbanden Jr. går under vann
- 2004 Olsenbanden Jr. på rocker`n
- 2005 Olsenbanden Jr. på cirkus (Oslo Nye Teater)
- 2005 Olsenbanden Jr. på cirkus
- 2007 Olsenbanden Jr. Sølvgruvens hemmelighet
- 2009 Olsenbanden Jr. Det sorte guldet
- 2010 Olsenbanden Jr. Mestertyven skatt
- I 2019 kommer Olsenbanden på nye eventyr/en reboot